# Busy Philipps

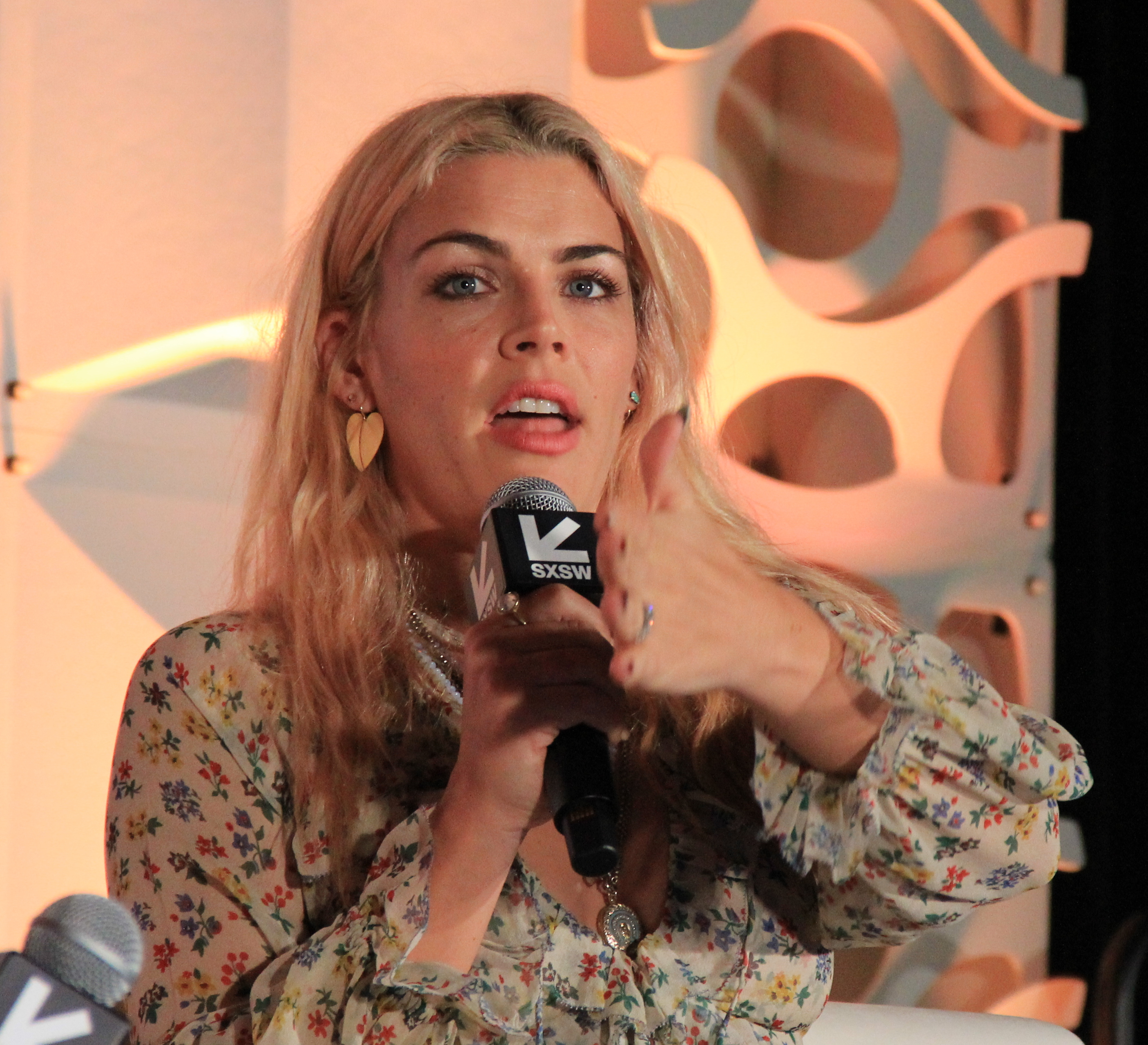
Busy Philipps mars 2019.

Busy Philipps, egentligen Elizabeth Jean Philipps, född 25 juni 1979 i Oak Park, Illinois, är en amerikansk skådespelare och manusförfattare. Hon är bland annat känd från filmerna Home Room och White Chicks.
I sitcomen Love Inc. spelade hon huvudrollen som från början var tänkt för Shannen Doherty. Serien lades ner bara efter en säsong.
Hennes föräldrar gav henne smeknamnet Busy för att hon ständigt rörde på sig och gjorde många olika saker samtidigt. Smeknamnet finns fortfarande och står till och med på hennes körkort. Hon utbildade sig på Loyola Marymount University samtidigt som Colin Hanks och Linda Cardellini, som hon spelade tillsammans med i Freaks and Geeks.
Philipps har två döttrar, Birdie Leigh, född 2008 och Cricket Pearl född 2013. Hon är även gudmor till Michelle Williams och Heath Ledgers dotter Matilda Rose.

## Filmografi (urval)
- 1999–2000 – Nollor och nördar (TV-serie)
- 2001–2003 - Dawsons Creek (TV-serie)
- 2002 – Home room
- 2004 – Mummy an' the Armadilo
- 2004 – White Chicks
- 2005–2006 - Love, Inc. (TV-serie)
- 2006–2007 - Cityakuten (TV-serie)
- 2007 – Entourage (TV-serie), avsnitt Dog Day Afternoon (gästroll i TV-serie)
- 2007 – Blades of Glory (manus)
- 2008 – Brudens bäste man
- 2008–2009 – Terminator: The Sarah Connor Chronicles (TV-serie)
- 2009 – Dumpa honom!
- 2009–2015 – Cougar Town (TV-serie)
- 2011 – I Don't Know How She Does It
- 2015 – The Gift